# Il finto turco
Il finto turco (título original en italiano; en español, El turco fingido) es una commedia per musica en tres actos con música del compositor Niccolò Piccinni basado en el homónimo libreto de Antonio Palomba. El texto viene originalmente escrito para ser musicado por Gioacchino Cocchi en el año 1749. Se estrenó en el Teatro dei Fiorentini de Nápoles en el año 1762.
En las estadísticas de Operabase aparece una sola representación en el período 2005-2010. Il finto turco piccinniano se representó por vez primera en tiempos modernos el 7 de junio de 2009 en forma de concierto en el Teatro Olímpico de Vicenza en el ámbito de la XVII edición del festival "Settimane Musicali al Teatro Olímpico" (Semanas Musicales en el Teatro Olímpico). La orquesta con instrumentos de la época L'Arte dell'Arco fue dirigida por Federico Guglielmo. El reparto estaba compuesto por Krystian Adam (Fabrizio), Arianna Donadelli (Claudio), Silvia Vajente (Florinda), Marina Bartoli (Lucio), Matteo Ferrara (Bennardone), Gianpiero Ruggeri (Giancola) y Gabriella Colecchia (Carmosina). En esta ocasión la ópera fue grabada y transmitida en directo por Radio 3.